# Hopkins (Missouri)
Hopkins is een plaats (city) in de Amerikaanse staat Missouri, en valt bestuurlijk gezien onder Nodaway County.

## Demografie
Bij de volkstelling in 2000 werd het aantal inwoners vastgesteld op 579.
In 2006 is het aantal inwoners door het United States Census Bureau geschat op 558, een daling van 21 (-3,6%).

## Geografie
Volgens het United States Census Bureau beslaat de plaats een oppervlakte van
1,9 km², geheel bestaande uit land. Hopkins ligt op ongeveer 320 m boven zeeniveau.

## Plaatsen in de nabije omgeving
De onderstaande figuur toont nabijgelegen plaatsen in een straal van 20 km rond Hopkins.